# 荒井郁之助
荒井 郁之助（あらい いくのすけ、天保7年4月29日（1836年6月12日） - 明治42年（1909年）7月19日）は、江戸時代末期（幕末）の幕臣。明治期の官僚。初代中央気象台長。幼名は幾之助。諱は顕徳（あきのり）、後に顕理（あきよし）とした。なお、明治5年（1872年）刊、開拓使版『英和対訳辞書』の序文署名では、自分の名前を郁之助ではなく、「郁」一文字で表わしている。
小惑星(5070) Araiは荒井郁之助に因んで命名された。

## 略歴

### 出生から修養時代

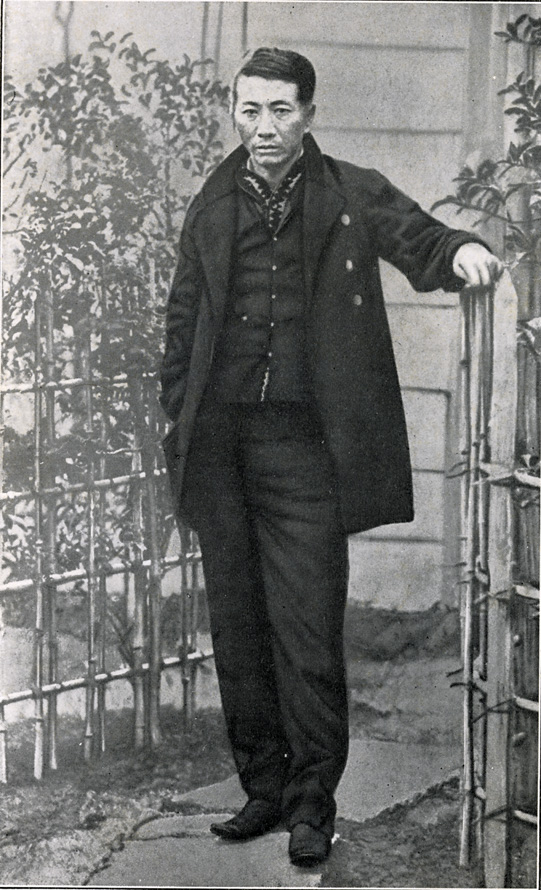
矢田堀景蔵

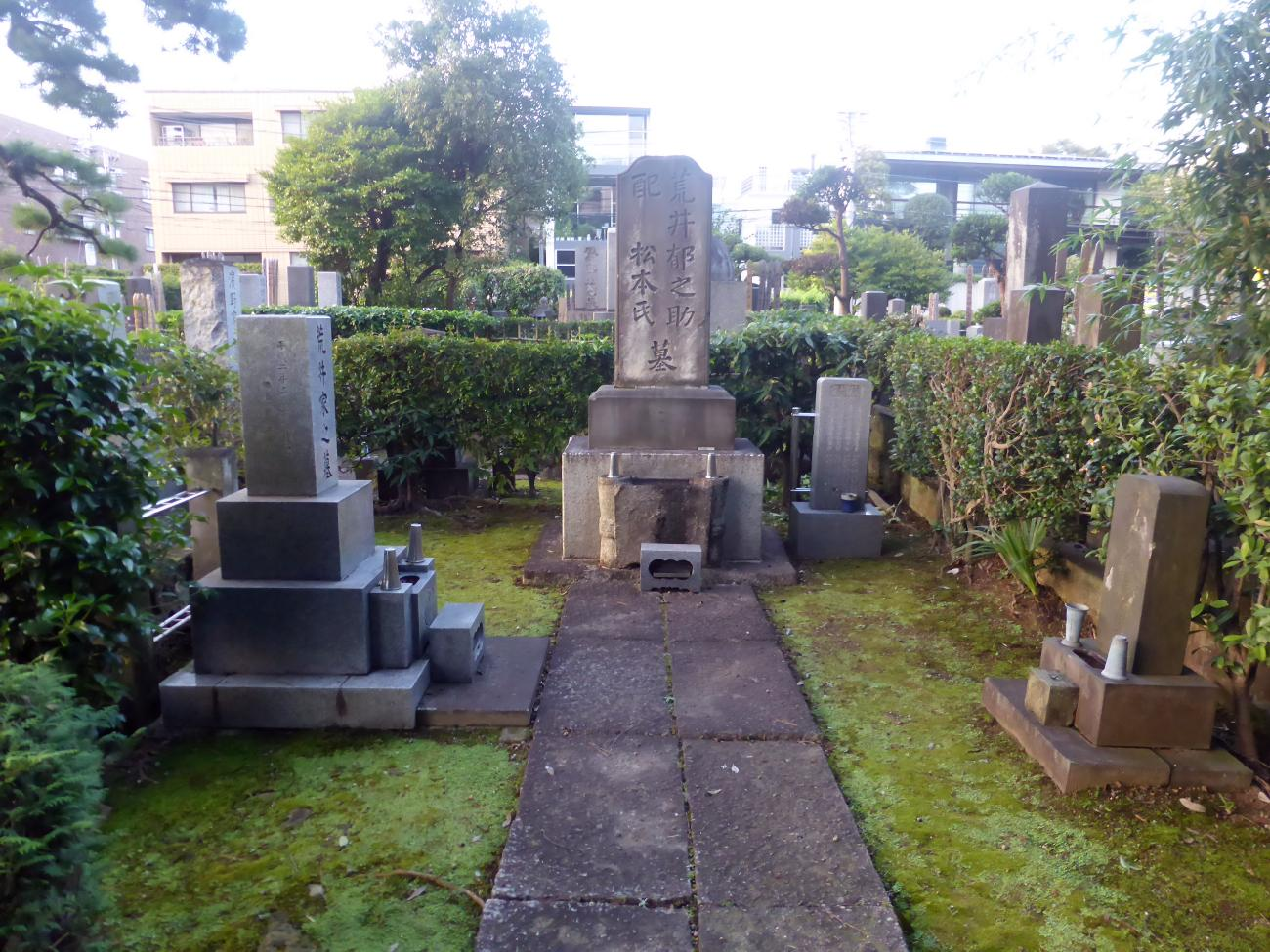
東京都渋谷区の祥雲寺に眠る荒井郁ノ助の墓

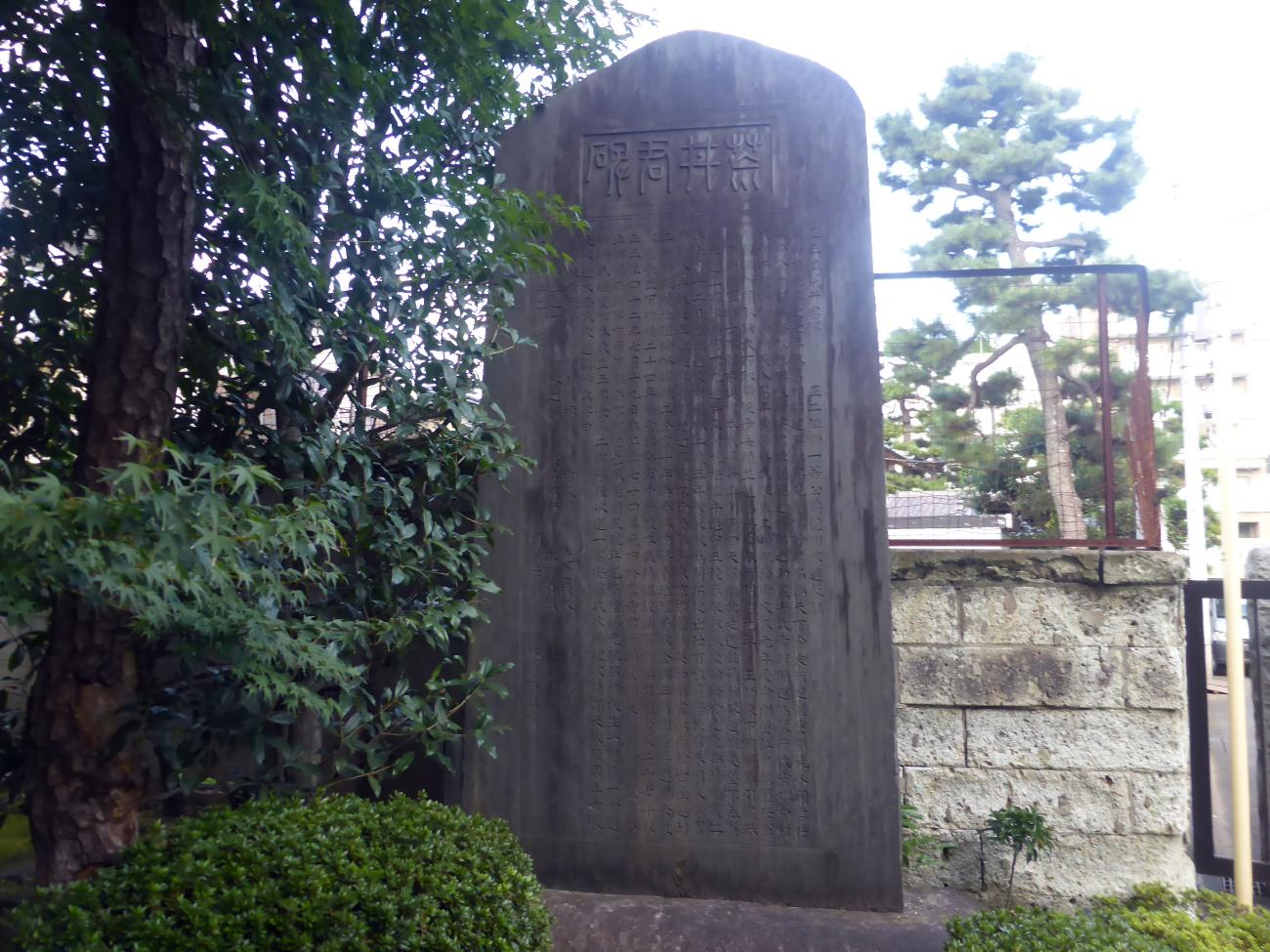
同寺にある荒井君碑。篆額は徳川家達が書した。

天保7年4月29日（1836年6月12日）、江戸・湯島天神下上手代町（現在の東京都文京区）の組屋敷に生まれる。父は幕府御家人で後年に関東郡代付の代官を務めた荒井清兵衛（顕道）で、郁之助は長男。幼名は「幾之助」で、祖父・荒井清兵衛（顕徳）の幼名にちなむ。荒井家は幕府の御家人で、代々小普請方を務めている家柄。郁之助出生時の荒井家には曾祖母・祖父母・2人の叔父（成瀬善四郎・矢田堀景蔵）、一人の叔母が同居する大家族であった。
7歳より隣家に住む六笠弘太郎や叔父の矢田堀景蔵（鴻）を師として漢学・儒学を学び、素読を始める。8歳で昌平坂学問所勤番組の内山孝太郎に入門し、内山の私宅で素読を行う。郁之助は素読を嫌い、13歳で素読吟味を済ませたという。14歳で湯島の昌平坂学問所に入学する。15歳より六笠弘太郎の勧めで書家の関雪江に書道を学ぶ。12歳より叔父の薦めで、下谷御徒町に道場を持つ直心影流の石川瀬平治に剣術を学び、日置流・伴道雪派と言われる鵜殿十郎左衛門から弓術を学び、神田橋の渡辺半十郎から高麗流八条家の馬術を学ぶ。18歳より西洋砲術を学びはじめ、20歳で幕府出仕（100俵10人扶持）、箕作阮甫のもとで蘭学を修めた後、軍艦操練所教授を命じられた。

### 幕府出仕から戊辰戦争
航海術・測量術および数学にも通じ、1857年から幕府軍艦操練所で軍艦操練、測量、洋算を学び始め、1860年から甲賀源吾と共に高等代数、高等幾何、微分積分学の研究を始める。文久2年（1862年）9月には軍艦操練所頭取に就任、松平春嶽や徳川慶喜ら要人を船で大坂まで送るなど重役を果たしていたが、元治元年（1864年）4月に講武所頭取を命じられたため海軍職を一時離れ、慶応元年（1865年）には歩兵差図役頭取となり、横浜で大鳥圭介と共にフランス式軍事伝習を受け、慶応3年（1867年）5月には歩兵頭並に進級した。
慶応4年（1868年）1月に軍艦頭を命じられて海軍職に復帰、海軍副総裁榎本武揚らと共に新政府軍支配下に置かれた江戸を脱出、箱館戦争に身を投じることとなる。
箱館政権（俗に蝦夷共和国）下では海軍奉行となり、宮古湾海戦および箱館湾海戦に奮闘する。

### 開拓使出仕から晩年
降伏後は東京で2年半獄中生活を送り、「英和対訳辞書」を完成させる。死刑を免れて榎本らと共に開拓使の役人として新政府に出仕。1872年に開拓使仮学校校長心得を勤める。ワッソンらと北海道の三角測量を行う。
明治10年(1877年)、内務省地理局配属。全国大三角測量計画を計画。
1877年の東京数学会社の創立時の社員。
気象学・翻訳に励み、後に明治20年（1887年）に新潟県の永明寺山（現在の三条市）において皆既日食の観測を行う観測隊を率い、観測隊に参加した杉山正治が日本で初めて太陽コロナの写真撮影を成功させている。明治23年（1890年）8月には初代中央気象台長に就任。
明治42年（1909年）、糖尿病がもとで永眠。享年74。息子の荒井陸男は画家となり、絵画館に収蔵されている『水師営の会見』などの作品をのこした。荒井郁之助の墓石は祥雲寺にある。

## 栄典
- 明治21年（1888年）12月26日 -  勲六等瑞宝章[14]
- 明治22年（1889年）11月29日 -  大日本帝国憲法発布記念章[15]
- 明治27年（1894年）5月11日 - 正五位[16]

## 人柄
海軍職に深く携わっていた荒井だが、水泳が不得手で、更に下戸だった。反面、甘い物が大好物で健啖家、箱館湾海戦時も大量の汁粉を作らせていたほどだったが、性格は身分・学歴をおごらず、温和でひどく謙遜家だったと言われている。
気象台長時代には、部下の報告書を見て決して訂正する事なく「至極結構」と言って許可したので、部下達からは『至極結構』というあだ名で呼ばれていた。一方、ある晩不意に入った強盗を槍で猛然と立ち向かっていって追い出したという武勇伝も残る。しかし宮古湾海戦などについて聞いても「あの時は夢中だった」と答えるのみだったと言う。
戸籍には士族や華族などとは書かずに"平民"とした。その時質問を受けた荒井は、「敗軍の将、再び兵を語らず。牢獄から出てきた時に剣を捨てて、生まれ変わって再生をしたのであるから、平民となるのである」と答えたそうだ。

## 関係者
- 矢田堀鴻…江戸幕府海軍総裁。父・清兵衛の弟で、郁之助の叔父にあたる。
- 勝海舟…幕末の幕臣。後、明治政府海軍卿。軍艦操練所時代に親交が深かった。
- 榎本武揚…幕末の箱館政権（蝦夷共和国）総裁。後、開拓使仲間。
- 大鳥圭介…横浜三兵伝習所時代のルームメイト。箱館政権陸軍奉行。後、同上。
- 土方歳三…箱館政権陸軍奉行並。宮古湾海戦を共に戦った。箱館戦争で戦死。

荒井は箱館戦争戦死者の墓である碧血碑の写真を土方家に送ったと伝わる。
- 甲賀源吾…箱館政権軍艦頭および軍艦"回天"艦長。宮古湾海戦にて戦死。

荒井宅に住み込んで、共に幾何学・代数学を学んでいた。
- 松本良順…幕末時の奥医師。妻・トミ子の一応の義兄にあたる。
- 田辺太一…元老院議官。妹・キミ子の婿。
- 安藤太郎…香港総領事。妹・フミ子の婿。

## 作品

### TVゲーム
- 『維新の嵐』（コーエー、1988年）